# Hammond (azienda)
La Hammond (in precedenza Hammond Clock Company) è stata un'azienda produttrice di orologi elettrici, tra il 1928 e il 1941, con sede legale a Chicago e sede operativa a Evanston. Fu la prima iniziativa di Laurens Hammond, reso famoso per l'invenzione dell'organo Hammond.

## Invenzione del motore dell'orologio Hammond
Come riporta Styvensant Barry nella sua biografia di Laurens Hammond, lo stesso Hammond riconobbe che la sua invenzione dell'orologio – che avrebbe portato il suo nome – fu ispirata dal successo degli orologi Telechron di Henry Warren. Scoprendo la tecnologia Telechron, Hammond progettò un motore sincrono, come quello di Warren, che ruotava a una velocità legata alla frequenza della corrente fornita dalla rete elettrica. In questo modo, qualunque orologio azionato da un tale motore funzionerebbe con grande precisione fintanto che gli operatori della rete elettrica mantenessero costante la frequenza della corrente. Ciò era diventato possibile dall'introduzione dell'orologio principale Warren, un'innovazione di cui Hammond trasse pieno vantaggio con la sua stessa invenzione. Il motore di Hammond, tuttavia, differiva da quello di Warren per molti aspetti: soprattutto, girava più lentamente e non si avviava da solo (Warren aveva brevettato la sua tecnologia di autoaccensione). Quest'ultimo, Hammond non lo considerava uno svantaggio; credeva che la gente sarebbe stata fuorviata dagli orologi se si fossero avviati automaticamente dopo un'interruzione di corrente. Poiché il nuovo motore dell'orologio di Hammond non si avviava automaticamente, i suoi orologi possedevano una piccola manipola caratteristica sul retro che bisognava girare per avviare il motore.

## L'azienda

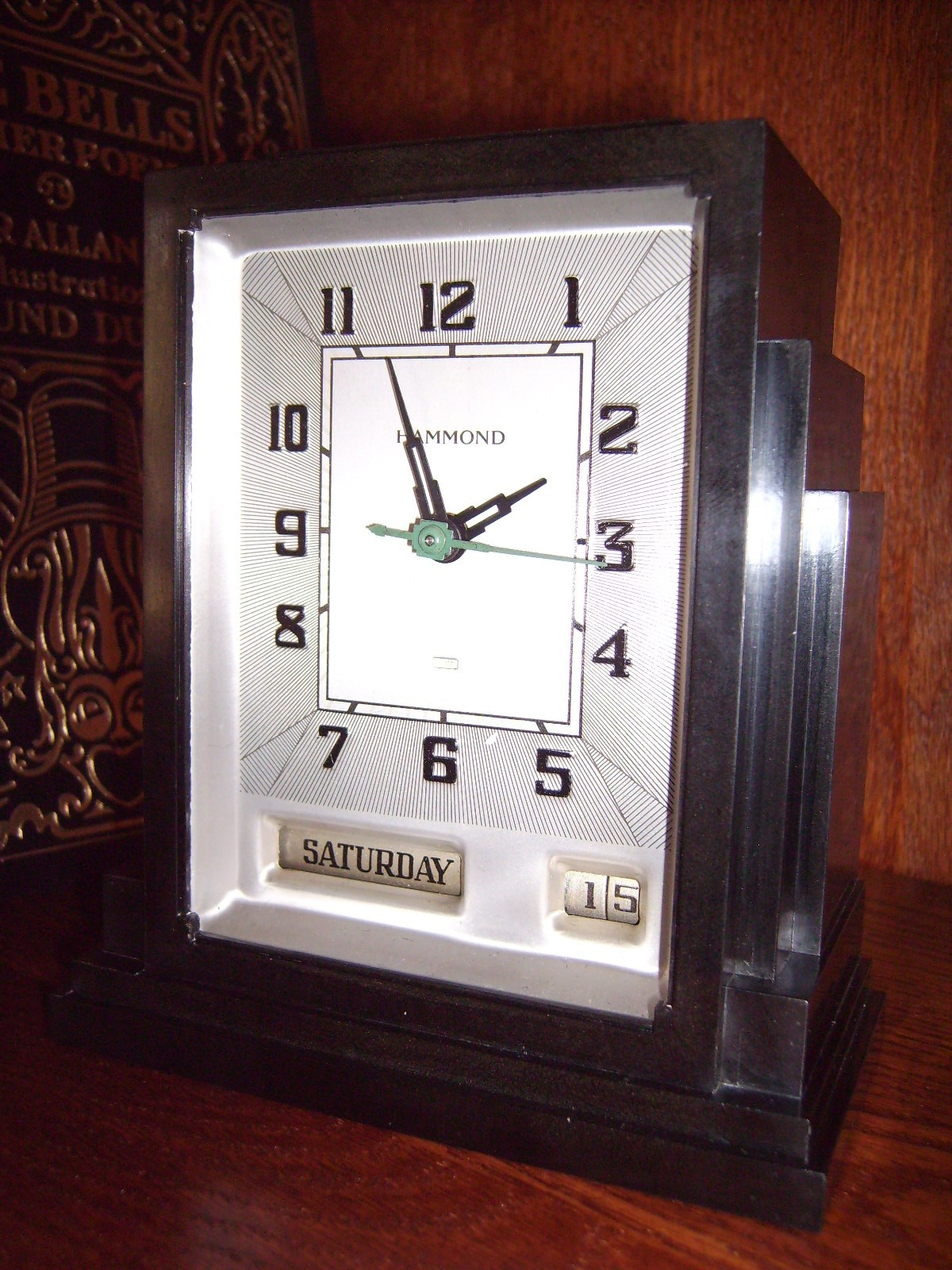
Grazie al suo caratteristico design a grattacielo art déco, il "Gregory" è l'orologio più famoso e popolare tra i collezionisti della Hammond.

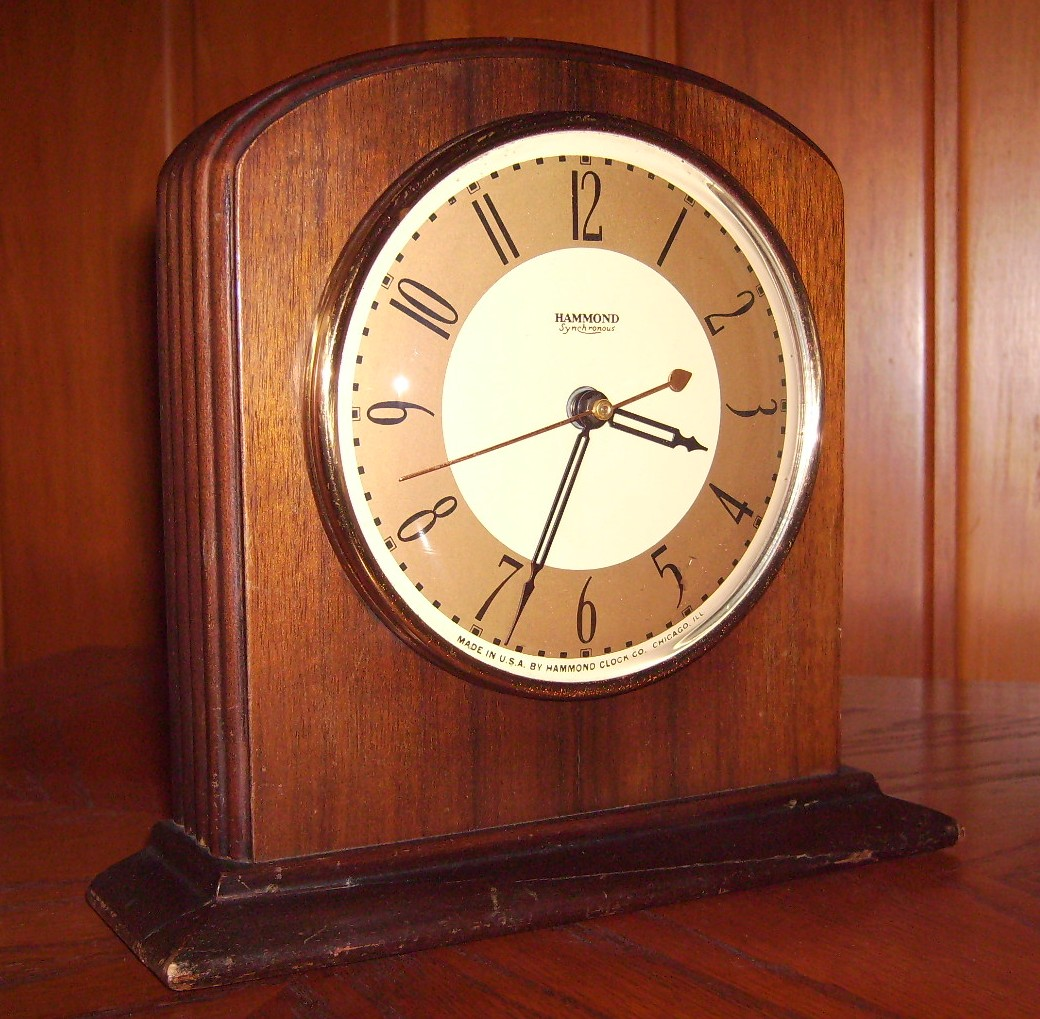
L'orologio Hammond modello "Como"

La Hammond Clock Company è stata fondata nel 1928 per produrre e commercializzare orologi elettrici, dotati del nuovo motore Hammond. La fabbrica di orologi Hammond ha prodotto più di 100 diversi modelli di orologi: alcuni semplici ed economici, ma altri realizzati con materiali costosi come marmo e onice. Hammond impiegò attrezzisti ben pagati che crearono strumenti sofisticati per eliminare i vari componenti dei suoi orologi, che potevano poi essere assemblati in un'operazione di cintura da lavoratori non qualificati. Inoltre, Hammond ha concesso in licenza la sua invenzione ad altri produttori di orologi come Waterbury, Sessions e Ingraham.
Nel 1931, i prodotti economici della Grande Depressione minacciarono l'industria orologiera, circa 150 società di orologi hanno cessato l'attività. A peggiorare le cose, i licenziatari di Hammond hanno scoperto che il brevetto di Hammond sul suo motore non era valido, per via di una precedente invenzione tedesca della stessa tecnologia. In questa situazione, Hammond tentò di salvare la sua fabbrica avviando la produzione di un tavolo da ponte elettrico. Questo sì è rivelato nient'altro che un successo fugace. Hammond riuscì finalmente a salvare la sua azienda nel 1932 con un contratto da 75.000,00 sterline della Postal Telegraph Company, per aver messo il nome della loro azienda su grandi orologi elettrici da parete. Questi orologi dovevano sostituire i vecchi orologi a carica manuale nelle stazioni ferroviarie. Ciò che salvò ulteriormente l'azienda fu la sua invenzione dell'organo Hammond, il suo primo modello, l'organo Model A Console fu rilasciato nel 1935 e, dal 1937, la sua compagnia fu ribattezzata Hammond Organ Company per riflettere la nuova enfasi. La produzione di orologi fu completamente interrotta nel 1941.